# Paul Freiherr von Maltzahn
Paul Hermann Freiherr von Maltzahn (* 18. Januar 1945 in Demmin; † 21. Mai 2018 in Boldevitz) war ein deutscher Diplomat.

## Leben
Paul Freiherr von Maltzahn (Nr. 1667 der Geschlechtszählung) stammte dem „Haus Schossow“ des mecklenburgischen und pommerschen Adelsgeschlechts  derer von Maltza(h)n. Nach dem Studium der Rechtswissenschaften, Geschichte und Arabistik an den Universitäten von Heidelberg, München und Hamburg absolvierte er ein Studium am „Institut d’études politiques“ in Paris. Er war seit 1964 Mitglied des Corps Vandalo-Guestphalia Heidelberg.
Nach dem Eintritt in den Auswärtigen Dienst 1970 folgten Verwendungen an der Botschaft in Irland (als Attaché), an der Botschaft im Libanon (als Pressereferent) sowie an der Botschaft in Frankreich (als Kulturreferent). Von 1980 bis 1984 war er Ständiger Vertreter des Botschafters in Syrien, ehe er anschließend bis 1988 Stellvertretender Leiter eines Referats in der Abteilung für Auswärtige Kultur- und Bildungspolitik (Abteilung 6) des Auswärtigen Amtes in Bonn wurde. 1989 wurde Paul von Maltzahn Ständiger Vertreter des Botschafters in Algerien und anschließend von 1991 bis 1996 Leiter des Referats für Organisation in der Zentralabteilung des Auswärtigen Amtes.
Anschließend wurde er Gesandter an der Botschaft in London. Maltzahn war von 2000 bis Juli 2003 Botschafter der Bundesrepublik Deutschland in Ägypten. Sein dortiger Nachfolger wurde Martin Kobler, während von Maltzahn im Juli 2003 zum Botschafter der Bundesrepublik Deutschland im Iran berufen wurde.
Im Februar 2004 vermeldete die iranische Zeitung Kejhan, dass die Abberufung des Botschafters bevorstehe. Die Abberufung sei geplant, um einer Ausweisung seitens der iranischen Behörden zuvorzukommen. Vize-Präsident Mohammed Ali Abtahi dementierte den Zeitungsbericht tags darauf.
Im August 2006 wurde Paul Freiherr von Maltzahn von Herbert Honsowitz in Teheran abgelöst. Von September 2006 bis September 2009 war von Maltzahn deutscher Botschafter in Jakarta für Indonesien und Osttimor. Von Mitte September 2009 bis Sommer 2010 war Paul von Maltzahn Leiter der deutschen Vertretung in Bagdad (Irak).
Seit dem 1. September 2010 war er Geschäftsführer der Deutschen Gesellschaft für Auswärtige Politik (DGAP), bis er im September 2014 von Harald Kindermann abgelöst wurde.